# هیدرید ایندیم
هیدرید ایندیم (به انگلیسی: Indium hydride) با فرمول شیمیایی InH

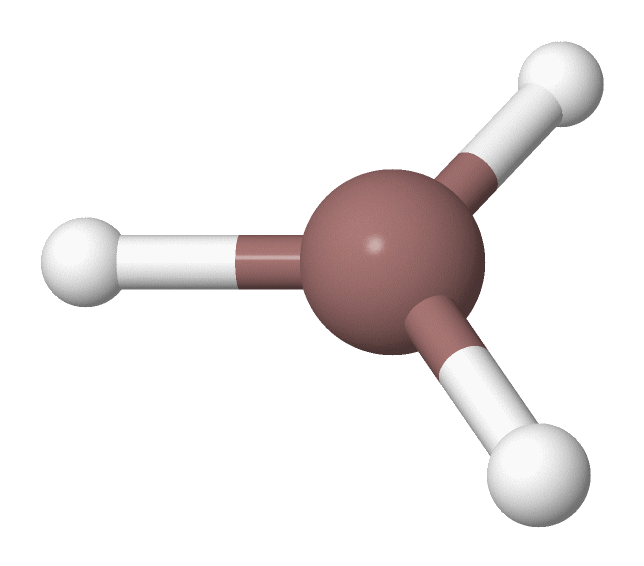
هیدرید ایندیم

۳ یک ترکیب شیمیایی با شناسه پاب‌کم ۲۴۰۰۰ است. که جرم مولی آن ۱۱۷٫۸۴۲ g/mol می‌باشد. 